# Proposizione comparativa
La proposizione comparativa è una proposizione subordinata che sostituisce il complemento di paragone della proposizione principale.
- Sei più intelligente di quanto abbia/ho pensato.
- Sei intelligente come pensavo.
- Sei meno intelligente di quanto abbia/ho pensato.

Può essere retta da un comparativo di maggioranza, uguaglianza o minoranza e vi è presente normalmente un verbo all'indicativo o al congiuntivo. Nel caso dell'uguaglianza il verbo è all'indicativo, sostituito dal condizionale quando la comparazione è data come possibile o ipotetica. Si riscontra a volte l'uso del non fraseologico, che non cambia il significato dell'enunciato (di quanto io "non" abbia pensato).
Nella forma implicita la proposizione comparativa si esprime con il verbo all'infinito, mentre per esplicita la proposizione comparativa ha la congiunzione e la locuzione
- Più che dipingere, io disegno. Da notare come, in questo esempio, la locuzione congiuntiva più che introduca una subordinata avversativa piuttosto che comparativa (lo stesso dicasi per le subordinate introdotte dalle locuzioni congiuntive piuttosto che e piuttosto di).

Quando il paragone non è reale ma ipotetico, si ha una proposizione comparativa ipotetica che è introdotta dalle congiunzioni o locuzioni congiuntive come, come se, quasi che.
- Parlava come se fosse competente in materia.